# Asedio de Moji
El asedio de Moji fue un intento de capturar el castillo de esta región durante las campañas del clan Mori en 1561. Debido a una fugaz participación portuguesa en uno de los bandos, se lo ha considerado el primer contacto hostil entre europeos y japoneses.

## Contexto
El castillo fue construido originalmente por Ōuchi Yoshinaga, quien se suicidó en 1557, ante el avance de las fuerzas Mori. La fortificación fue capturada por Mōri Motonari en 1557, pero su posición allí fue inestable: Ōtomo Yoshishige recapturó el castillo en septiembre de 1559, solo para volver a manos Mori por acción de Kobayakawa Takakage y Ura Munekatsu poco después. A fin de atraer de nuevo el castillo al clan Otomo, Ōtomo Sōrin llevó a cabo un asedio en alianza con una flotilla de comerciantes portugueses, los cual proveyeron tres barcos de 500 toneladas y 300 hombres cada uno.

## Batalla
Las hostilidades comenzaron con una serie de bombardeos de los barcos portugueses, que permitieron que el contingente Otomo pudiese rodear el castillo sin oposición. El asedio se mantuvo con un cañoneo prolongado, pero este se interrumpió cuando los portugueses se quedaron sin munición, momento en el que levaron anclas y abandonaron la batalla.
Desprovisto de su ventaja táctica, el clan Otomo se vio atacado por refuerzos enemigos, que consiguieron romper el asedio con una acción conjunta y fortalecer la posición del castillo. El 10 de octubre, Sorin llevó a cabo un asalto desesperado sobre los muros del castillo, pero fueron rechazados y se vieron obligados a abandonar definitivamente el asedio.